# ناحیه بلومینگدیل، میشیگان
ناحیه بلومینگدیل (به انگلیسی: Bloomingdale Township) یک منطقهٔ مسکونی در ایالات متحده آمریکا است که در شهرستان ون بیورن، میشیگان واقع شده‌است.
 ناحیه بلومینگدیل ۹۰٫۹ کیلومتر مربع مساحت و ۳,۱۰۳ نفر جمعیت دارد و ۲۲۲ متر بالاتر از سطح دریا واقع شده‌است.